# Muerte a América

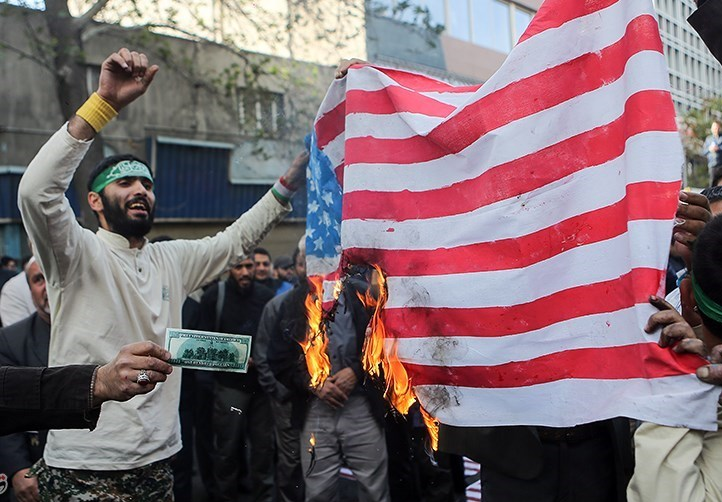
Manifestantes iraníes queman la bandera de Estados Unidos en Teherán, noviembre de 2018

Muerte a América (en persa: مرگ بر آمریکا Marg bar Âmrikâ) (en árabe: الموت لأمريكا Al Mowt Li Âmrikâ) es un eslogan y cántico antiestadounidense que ha sido utilizado en Irán desde la estallido de la Revolución Iraní en 1979. Ayatollah Khomeini, el primer líder de la República Islámica de Irán, popularizó el término. Él se opuso a que éste fuese expresado en radio y televisión, pero no en protestas y otras ocasiones.
El significado literal de la frase es "Muerte a América (Estados Unidos de América)". En la mayoría de las traducciones oficiales iraníes, la frase es traducida al inglés como la variante menos ofensiva "Down to America"  ( Abajo con América). El cántico ha sido utilizado por varios grupos antiestadounidenses y manifestantes a nivel mundial. En un discurso dirigido a estudiantes universitarios, Khamenei interpretó el eslogan como "muerte a las políticas estadounidenses, muerte a la arrogancia". Una frase similar que se usó en Irán fue "Muerte a la Unión Soviética".

## Trasfondo histórico
Tras la caída de la dinastía Pahlavi, la cual era proestadounidense, a principios de 1979, los manifestantes iraníes, regularmente gritaban "Muerte a América", o "Muerte al Sha" en las afueras de la embajada estadounidense en Teherán, incluyendo el 4 de noviembre de 1979, día en el que la embajada del país norteamericano fue asaltada y comenzó la Crisis de los rehenes en Irán. Durante la crisis, los iraníes rodeaban la embajada cantando "Muerte a América", o "Muerte a Carter". Cuando Irán liberó a los últimos 52 rehenes americanos el 20 de enero de 1981, fueron conducidos a través de una turba de estudiantes que gritaban "Muerte a América", en su camino hacia el avión que les sacaría de Teherán.

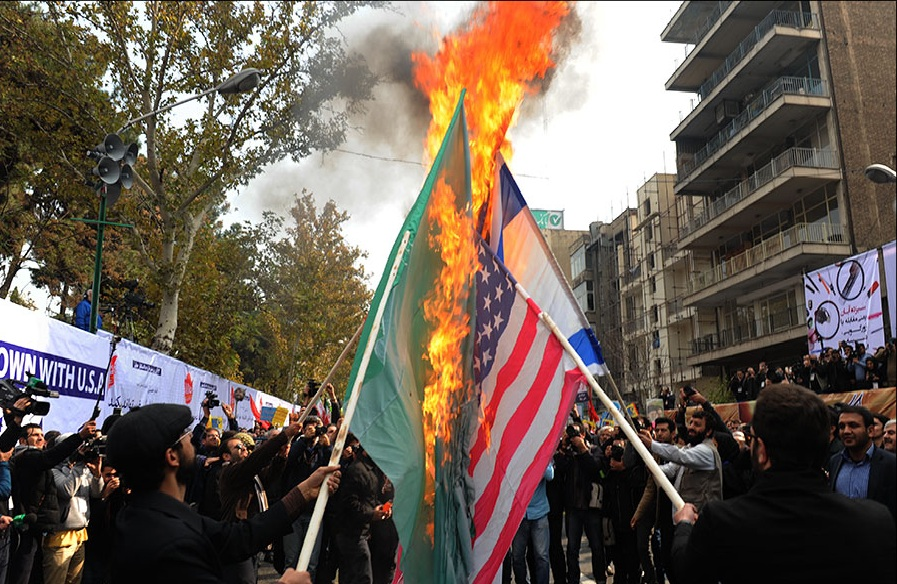
Manifestantes quemando una bandera estadounidense, israelí y saudí el 4 de noviembre de 2015.

Durante toda la existencia de la República Islámica de Irán, el lema ha formado un pilar de sus valores revolucionarios. Se canta regularmente en las oraciones del viernes y otros eventos públicos, a menudo acompañada de la quema de una bandera de los Estados Unidos. Entre estos eventos se incluye el aniversario de la toma de la embajada el 4 de noviembre, declarada fiesta nacional en 1987, llamada "El día de Muerte a América". Murales con éste eslogan son comunes en ciudades iraníes, incluyendo Teherán.
El 21 de marzo de 2015, el líder supremo iraní Ali Khamenei gritó la frase "Muerte a América" en una reunión pública en Irán, durante el Nouruz. En un comunicado publicado en su página web el 3 de noviembre de 2015, Khamenei dijo: "No hace falta decir que el lema no significa la muerte de la nación americana, este lema significa la muerte a las políticas exteriores de EE.UU., la muerte a la arrogancia".

## Uso fuera de Irán

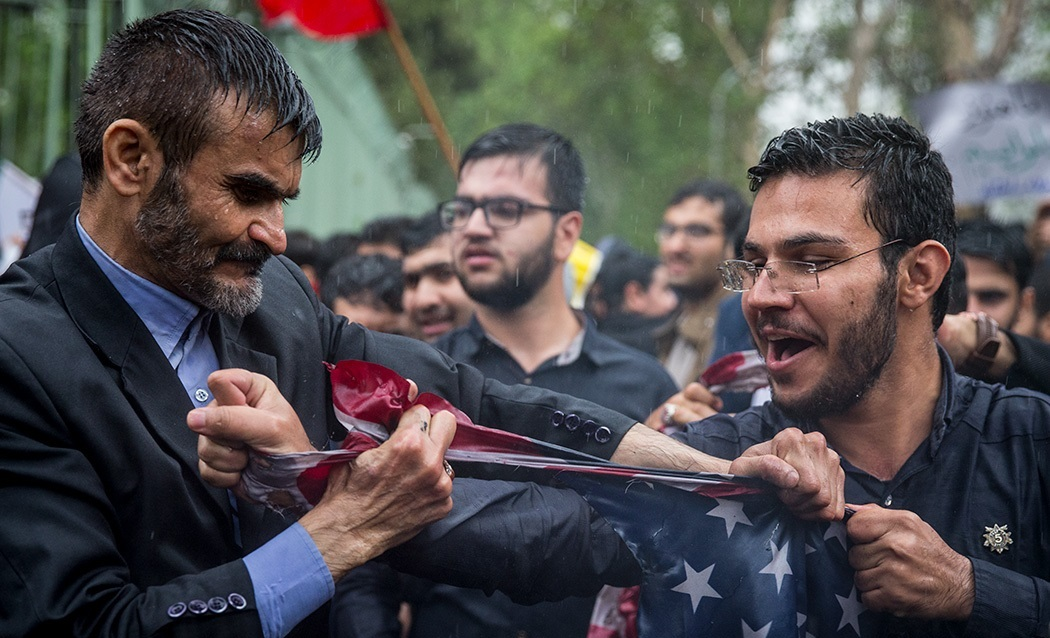
Dos manifestantes en Irán rasgan una bandera de EE. UU. en una concentración antiestadounidense tras la retirada del país del acuerdo nuclear con Irán.

Los partidarios de Hezbollah, el grupo militante chiita islámico con base en Líbano que está estrechamente alineado con Irán, regularmente cantan "Muerte a América" en las manifestaciones callejeras. Una semana antes del comienzo de la Guerra de Irak, el secretario general de Hezbollah, Hasán Nasralá, declaró: "En el pasado, cuando los marines estaban en Beirut, gritamos,"Muerte a Estados Unidos!" Hoy en día, cuando la región está siendo llenado con cientos de miles de soldados estadounidenses, "Muerte a Estados Unidos!" fue, es y será nuestro lema".
La consigna de los Hutíes, un grupo rebelde chiita en Yemen también apoyado por Irán, es "Dios es grande, muerte a Estados Unidos, muerte a Israel, una maldición sobre los Judíos, la victoria para el Islam".
En la manifestación del Día de Al-Quds de 2024 en Dearborn, Míchigan, algunos miembros de la multitud corearon "muerte a Estados Unidos" y "muerte a Israel" en respuesta a la retórica antiestadounidense de uno de los oradores. Los organizadores de la manifestación dijeron más tarde que los cánticos eran incorrectos y que fueron un error.

## Interpretación y significado
Mohammad Nahavandian, jefe de gabinete del Presidente iraní Hasán Rohaní ha dicho que:
Si vas y preguntas a cualquier persona que usa ese lema [...] sobre qué está en contra, es de una interferencia en las políticas de Irán para derrocar a un primer ministro electo a nivel nacional en el momento de Mosaddeq. En contra del tipo de gobierno que dispara a un avión lleno de pasajeros inocentes "(en referencia al derribo en 1988 de un avión de pasajeros iraní por un buque de la marina americana)." Ellos no están en contra del pueblo de América, per se. Ellos están en contra de ese tipo de política, ese tipo de actitud, ese tipo de arrogancia. No es una nación. Es un sistema de conducta ".
"En cuanto a las palabras 'Muerte a América', nos referimos a la política estadounidense, no al pueblo estadounidense", dice Hussein al Hamran, jefe de Relaciones Exteriores de Ansar Allah (Hutíes). Ali al-Bukhaiti, un ex-portavoz oficial de los Hutíes, ha dicho: "En realidad, no queremos la muerte a nadie. La consigna es simplemente contra la interferencia de esos gobiernos (es decir, los Estados Unidos e Israel)".